# Ido Levy
Ido Levy (in ebraico עידו לוי‎?; Hadera, 31 luglio 1990) è un calciatore israeliano, difensore dell'Hapoel Hadera.

## Carriera

### Club
Levy ha iniziato la carriera con la maglia del Maccabi Netanya, formazione che lo ha prestato allo Hapoel Herzliya. Una volta tornato al Maccabi Netanya, ha esordito nella Ligat ha'Al in data 24 settembre 2011, sostituendo Hen Ezra nella vittoria per 1-2 sul campo dello Hapoel Akko.

### Nazionale
Levy è stato convocato nella Nazionale israeliana Under-21 dal commissario tecnico Guy Luzon, in vista del campionato europeo di categoria 2013.